# Alfred Meyer (schilder)
Alfred Meyer (Parijs, 22 juli 1832 – aldaar juli 1904), ook Bernard-Alfred Meyer genoemd, was een Franse kunstschilder en emaillist die voornamelijk geschilderde emails exposeerde. Hij schilderde ook enkele aquarellen en maakte keramiek.

## Biografie
Hij studeerde bij François Édouard Picot en daarna bij Émile Lévy. Tussen 1858 en 1871 werkte hij in de Manufacture nationale de Sèvres. Hij gaf les aan de naar Bernard Palissy genoemde school in Parijs waar hij de techniek van het schilderen op email onderwees. Een van zijn leerlingen was Claudius Popelin. In 1874 werd hij uitgenodigd op de Eerste tentoonstelling van de impressionisten waar hij zes werken exposeerde, vijf email-schilderingen en een tekening. Hij zou later niet meer deelnemen aan tentoonstellingen van de impressionisten. 
Hij nam wel regelmatig deel aan het Parijse salon, de eerste keer in 1864 en daarna jaarlijks, in ieder geval tot in 1886. In 1866 won hij een medaille. Aan de salons van 1868, 1869, 1870, 1874, 1875, 1882 en 1883 nam hij deel als “vrijgestelde” en vanaf 1884 “buiten wedstrijd”. Hij nam geen deel aan het Salon des Refusés van 1873, maar exposeerde waarschijnlijk wel bij de Société Nationale des Beaux-Arts van 1890 tot in 1899 en in 1902.
Hij ontdekte de technische procédés die in de middeleeuwen gebruikt werden door de emaillisten van Limoges en publiceerde die in 1895 in zijn boek L’art de l’émail de Limoges ancien et moderne, Traité pratique et scientifique.

## Weblinks
- Werken van Alfred Meyer

- Bibliothèque nationale de France: cb12572725h (data)
- Gemeinsame Normdatei: 1038674859
- International Standard Name Identifier: 0000 0000 3232 1838
- Library of Congress Control Number: n78006143
- Système universitaire de documentation: 035042699
- Virtual International Authority File: 2590879
- WorldCat: E39PBJhRJrvd8j3fckwPXVKcfq